# Digital Devil Story: Megami Tensei (jeu vidéo)
Ne doit pas être confondu avec Shin Megami Tensei: Digital Devil Saga.
Digital Devil Story: Megami Tensei est un jeu vidéo de rôle développé par Atlus et édité par Namco, publié en 1987 sur Famicom. Il s'agit du premier jeu de la franchise Megami Tensei, qui est basé sur la série de romans Digital Devil Story de l'auteur japonais Aya Nishitani. Une version améliorée réunissant les deux premiers titres de la série est publiée sur Super Famicom en 1995, sous le nom de Kyūyaku Megami Tensei.
L'histoire suit deux lycéens japonais, Akemi Nakajima et Yumiko Shirasagi, qui se retrouvent confrontés aux forces de Lucifer après que Nakajima a accidentellement libéré des démons à l'aide d'un programme d'invocation qu'il a lui-même conçu. Le gameplay propose une exploration de donjons en vue à la première personne (dungeon crawler) et des combats au tour par tour, ainsi que la possibilité de négocier avec les démons dans les versions Famicom et Super Famicom.
Les mécaniques de jeu sont inspirées de la série Wizardry, mais avec l'ajout d'un système de négociation avec les démons, considéré comme révolutionnaire à l'époque. Ce système aura également inspiré Undertale, où la possibilité de négocier avec les ennemis et d'éviter les combats est un élément central du gameplay.

## Système de jeu
La version Famicom de Digital Devil Story: Megami Tensei est un jeu de rôle traditionnel où le joueur contrôle un groupe composé de deux humains et de plusieurs démons. Le groupe explore un vaste donjon en vue à la première personne. Les personnages humains utilisent une variété d’armes et d’objets, les principales étant des épées et des armes à feu. Les objets sont récupérés sur les ennemis ou trouvés dans des coffres disséminés dans le donjon. Les armes et accessoires peuvent être achetés dans divers magasins présents dans le donjon. La progression du jeu est sauvegardée grâce à un système de mots de passe.
Les combats se déroulent au tour par tour, avec des rencontres aléatoires pendant l’exploration des donjons. À l’issue d’un combat réussi, le joueur obtient des points d’expérience, de l’argent et des objets. Les points d’expérience sont partagés entre Nakajima et Yumiko ; en accumulant suffisamment de points, leurs niveaux augmentent et ils reçoivent chacun un point de capacité, attribuable à l’une des cinq caractéristiques : force, intelligence, attaque, dextérité et chance. Pendant les combats, le joueur peut tenter de persuader les démons ennemis de les rejoindre en échange de magnétite, d’argent ou d’objets. Le joueur peut conserver jusqu’à sept démons, dont quatre peuvent être invoqués simultanément. Les démons invoqués assistent le joueur en combat avec des attaques physiques et magiques, mais leur invocation coûte de l’argent et consomme de la magnétite lorsque le joueur se déplace. L’attitude des démons envers le joueur est influencée par les phases de la lune, qui passent par huit étapes, de la nouvelle lune à la pleine lune. Les démons ne montent pas de niveau ; à la place, le joueur peut créer des démons plus puissants en se rendant dans un lieu spécial et en fusionnant deux de ses démons alliés pour en former un nouveau.

## Accueil
- Famitsu : 31/40 (NES)[1]